# نماد یکای پول

نمادهای چهار ارز که به‌طور گسترده به‌عنوان ارز ذخیره استفاده می‌شوند

نماد یکای پول یا نماد ارز (به انگلیسی: Currency symbol) یک نویسه‌ای گرافیکی است که به‌عنوان مخفف برای یک یکای پول به ویژه در مورد مقادیر پول استفاده می‌شود.